# Olga Segler
Olga Segler (31. juli 1881 i Prischt i Ukraine – 26. september 1961 i Berlin) var en af de første ofre i forbindelse med at krydse Berlinmuren, og sandsynligvis også det ældste (80 år) offer, som er kendt ved navn.
Olga Segler boede i Bernauer Straße 34. Huset lå i Østberlin, mens fortovet foran lå i Vestberlin. På grund af denne beliggenhed bestemte kommunistregimet i Østberlin, at beboerne skulle tvangsforflyttes. Olga Segler ville undgå dette og hellere flygte til datteren i Vestberlin.
25. september 1961 hoppede den 80 år gamle kvinde i et redningsnet, som blev sat op af brandvæsenet i Vestberlin for at gøre det muligt for beboerne at flygte. Hun pådrog sig ved faldet store indre skader og døde dagen efter.
Olga Segler blev bisat på Städtischer Friedhof i bydelen Reinickendorf i Vestberlin. Der står en mindetavle på dødsstedet.